# 广东广播电视台音乐之声

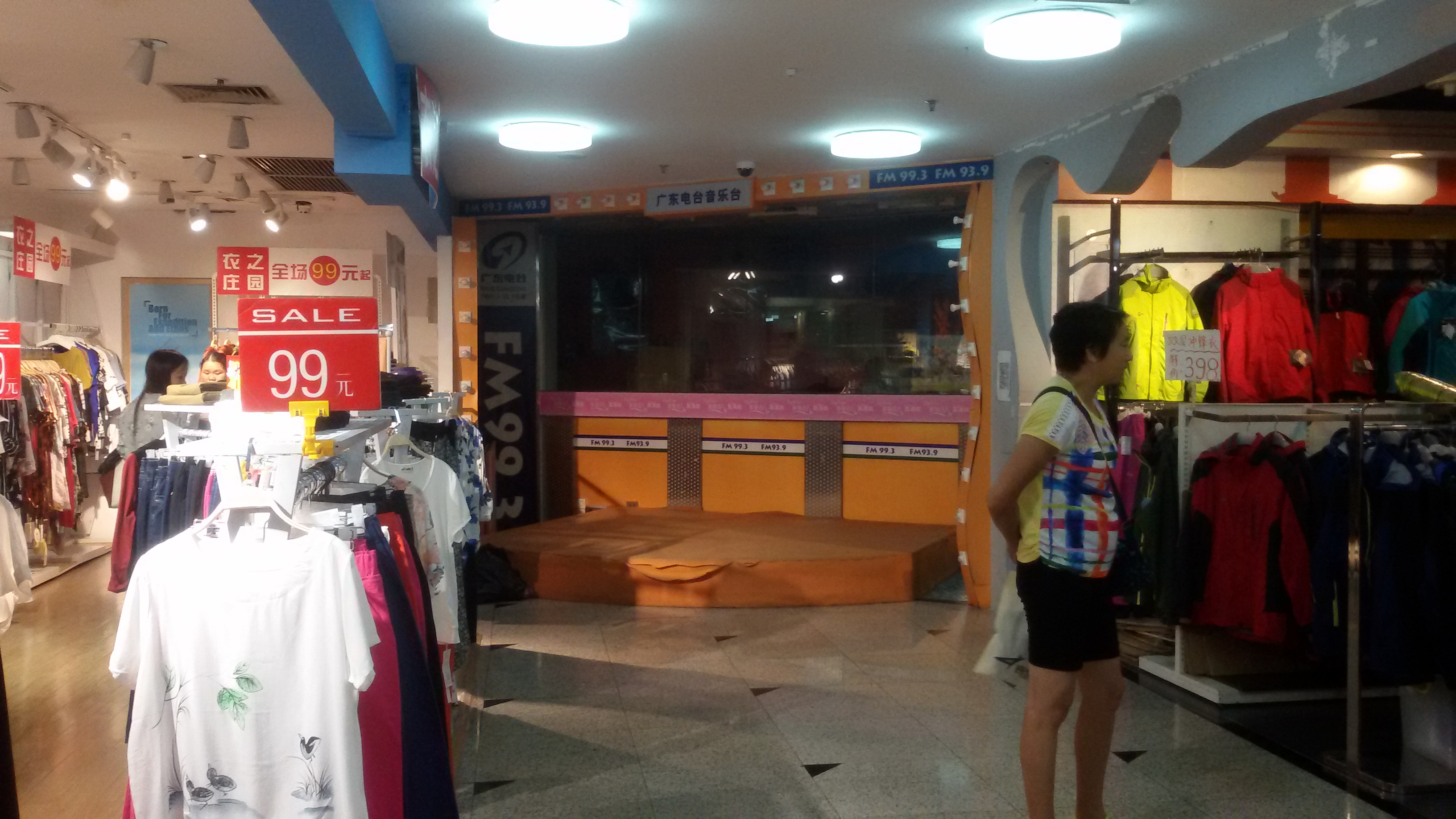
广东广播电视台音乐之声曾在東川路海印名店運動城（已停业）3樓设立演播室

广东广播电视台音乐之声（英語：GRT Music FM），是中国广东广播电视台拥有的一套专业音乐电台。

## 历史与发展
该频道前身为1980年12月29日开播的广东电台立体声台，为中国内地第一家具有全套正规设备的立体声电台。1991年1月23日改为广东电台音乐台，后更名为广东电台音乐之声。

## 主要发射频率

### FM广播
- 珠江口：93.9MHz（經常與香港電台第一台的頻道94.4相衝）
- 梅州：96.8MHz
- 广州、湛江、深圳：99.3MHz
- 韶关：102.3MHz

### AM广播
- 河源：747kHz
- 潮州、惠州、汕头：927kHz
- 江门：1422kHz
- 深圳：1008khz

## DJ

### 男
- 赵毅敏
- 林頤
- 何浩鹏
- 梁宇翀
- 梁子宁
- 卞亮
- 张宇航
- 周俊良(showman)
- 林建强（林荣骏）
- 黄兆衍(阿当)
- 朱红(猪红)
- 萧敬源
- 何毅驰
- 周因路
- 紫赋
- 吴斌
- 林雨后
- 邱卓希
- 欧信希

### 女
- 林琳
- 潘多拉
- 莎菲宝
- 陈燕雯
- 张薇娜
- 何雅静(挞爷)
- 黎詩敏
- carmen

### 天生快活家族成员
- 林颐
- 黎诗敏
- 猪红
- 萧敬源
- 紫赋
- 林琳
- 文文
- DD

## 節目表
| 時間  | 星期一至五 | 星期六 | 星期日 |
| 06:00 | 从音乐出发 | 从音乐出发 | 从音乐出发 |
| 06:30 | 从音乐出发 | 从音乐出发 | 从音乐出发 |
| 07:00 | 从音乐出发 | 从音乐出发 | 从音乐出发 |
| 07:30 | 从音乐出发 | 从音乐出发 | 从音乐出发 |
| 08:00 | 双宇MORNING SHOW                                                                                              | 听着音乐去旅行                                                                                                | 乐读时光 |
| 08:30 | 双宇MORNING SHOW                                                                                              | 听着音乐去旅行                                                                                                | 乐读时光 |
| 09:00 | 双宇MORNING SHOW                                                                                              | 听着音乐去旅行                                                                                                | 乐读时光 |
| 09:30 | 双宇MORNING SHOW                                                                                              | 听着音乐去旅行                                                                                                | 乐读时光 |
| 10:00 | 城市律动 | 潘多拉音乐盒                                                                                                  | 音响世界 |
| 10:30 | 城市律动 | 潘多拉音乐盒                                                                                                  | 音响世界 |
| 11:00 | 音乐先锋榜 | 潘多拉音乐盒                                                                                                  | 音响世界 |
| 11:30 | 音乐先锋榜 | 潘多拉音乐盒                                                                                                  | 音响世界 |
| 12:00 | 欢喜事多 每周五《粤语歌曲排行榜》                                                                             | 遇见大咖 | 遇见大咖 |
| 12:30 | 欢喜事多 每周五《粤语歌曲排行榜》                                                                             | 天生快活人 | 天生快活人 |
| 13:00 | 欢喜事多 每周五《粤语歌曲排行榜》                                                                             | 天生快活人 | 天生快活人 |
| 13:30 | 欢喜事多 每周五《粤语歌曲排行榜》                                                                             | 天生快活人 | 天生快活人 |
| 14:00 | 城市律动 | 我的明星导师                                                                                                  | 黑胶乐园 |
| 14:30 | 城市律动 | 我的明星导师                                                                                                  | 黑胶乐园 |
| 15:00 | 城市律动 | 城市律动 | 城市律动 |
| 15:30 | 城市律动 | 城市律动 | 城市律动 |
| 16:00 | 城市律动 | 城市律动 | 城市律动 |
| 16:30 | 993体育 | 993体育 | 993体育 |
| 17:00 | 城市律动 | 音乐新东西 | 湾区音乐PLUS                                                                                                  |
| 17:30 | 993体育 | 音乐新东西 | 湾区音乐PLUS                                                                                                  |
| 18:00 | 城市律动 | 993体育 | 993体育 |
| 18:30 | 城市律动 | 993体育 | 993体育 |
| 19:00 | 城市律动 | 城市律动 | 少儿音乐先锋榜                                                                                                |
| 19:30 | 荣骏钟情 | 城市律动 | 童声飞扬 |
| 20:00 | 荣骏钟情 | 古典纵横 | 古典纵横 |
| 20:30 | 荣骏钟情 | 古典纵横 | 古典纵横 |
| 21:00 | 993 LIVE SHOW                                                                                                 | 古典纵横 | 古典纵横 |
| 21:30 | 993 LIVE SHOW                                                                                                 | 古典纵横 | 古典纵横 |
| 22:00 | 993 LIVE SHOW                                                                                                 | 古典纵横 | 古典纵横 |
| 22:30 | 993 LIVE SHOW                                                                                                 | 古典纵横 | 古典纵横 |
| 23:00 | 音乐公社 周一：音乐新东西 周二：MUSIC MAN 周三：另一角落 周四：乐活世界 周五：乐在途上 周六、周日：拾一点心情 | 音乐公社 周一：音乐新东西 周二：MUSIC MAN 周三：另一角落 周四：乐活世界 周五：乐在途上 周六、周日：拾一点心情 | 音乐公社 周一：音乐新东西 周二：MUSIC MAN 周三：另一角落 周四：乐活世界 周五：乐在途上 周六、周日：拾一点心情 |
| 23:30 | 音乐公社 周一：音乐新东西 周二：MUSIC MAN 周三：另一角落 周四：乐活世界 周五：乐在途上 周六、周日：拾一点心情 | 音乐公社 周一：音乐新东西 周二：MUSIC MAN 周三：另一角落 周四：乐活世界 周五：乐在途上 周六、周日：拾一点心情 | 音乐公社 周一：音乐新东西 周二：MUSIC MAN 周三：另一角落 周四：乐活世界 周五：乐在途上 周六、周日：拾一点心情 |
| 00:00 | 夜·聆听 | 城市律动 | 城市律动 |
| 00:30 | 城市律动 | 城市律动 | 城市律动 |
| 01:00 | 城市律动 | 城市律动 | 城市律动 |
| 02:00 | 城市律动 | 城市律动 | 城市律动 |
| 03:00 | 城市律动 | 城市律动 | 城市律动 |
| 04:00 | 城市律动 | 城市律动 | 城市律动 |
| 05:00 | 城市律动 | 城市律动 | 城市律动 |

### 固定插播節目
- 资讯993
- 娱乐993
- 气象993
- 音乐爱新鲜
- 爱车宝典
- 理财智多星
- 明星私房话
- 环保微博
- 交通小贴士
- 健康小贴士[1]

## 户外直播室
广东电台音乐之声此前共设有5个全数码户外直播室
- 流行前线直播室
- 海印广场直播室
- 海印东川名店运动城直播室
- 百德广场直播室
- 少年坊直播室[2]